# Свистун вусатий
Свисту́н вуса́тий (Leptodactylus mystacinus) — вид земноводних з роду Свистун родини Свистуни.

## Опис
Загальна довжина досягає 4,4—6,7 см. Спостерігається статевий диморфізм: самиці дещо більші за самців. Голова середнього розміру. Морда доволі пласка. Тулуб стрункий. У самця відсутні шипи на грудях, на відміну від інших видів свого роду. З боків присутні нечисленні горбики. Задні лапи відносно короткі. Забарвлення спини світло—коричневе або червонувато-коричневе. Від кінчика морди, під оком до майже передпліччя тягнеться тонка біла смужка, нагадуючи вус. звідси й походить назва цього свистуна. На гомілці є білі смуги. Черево забарвлено у бежевий або білий колір, інколи з коричневий смугами..

## Спосіб життя
Полюбляє тропічні ліси, гірську місцину, савани, місця біля ставків, озер. Ніколи не йде у воду. Зустрічається на висоті до 1800 м над рівнем моря. Активний вночі. Живиться різними безхребетними.
Під час шлюбного сезону самець видає звуки в середньому 250–400 разів на хвилину з частотою 2050–2500 Гц. Самиця відкладає ікру поблизу від калюж в межах того простору, який вкривається водою після сильних злив. Там самець викопує під камінням або гниючими стовбурами дерев ямки, а самиця наповнює їх ікрою, укладеної в піняву масу на зразок збитого білка. У центрі цієї пінистої маси знаходяться блідо—жовті яйця, що розвиваються тут у пуголовків. Якщо вода в калюжі піднімається до гнізда, личинки переходять в неї. Якщо ж внаслідок посухи дрібні калюжі висихають, личинки ховаються під деревні стовбури, листя та очікують там відновлення дощів, зібравшись до купи.

## Поширення
Мешкає на сході Бразилії, в Болівії, Парагваї, Уругваї, Аргентині.